# Mariya Krivoshiyska
Mariya Krivoshiyska, född 6 september 2001, är en volleybollspelare (vänsterspiker). Hon har deltagit med Bulgariens landslag vid Volleyball Nations League 2021 och 2022, liksom vid VM 2022. På klubbnivå spelar hon (2022) för VK Maritsa.